# Tuen Mun
Tuen Mun (chin. trad.: 屯門區) – jedna z 18 dzielnic Specjalnego Regionu Administracyjnego Hongkong Chińskiej Republiki Ludowej. 
Dzielnica jest położona w zachodniej części regionu Nowe Terytoria. Powierzchnia dzielnicy wynosi 84,45 km², liczba ludności według danych z 2006 roku 502 035, co przekłada się na gęstość zaludnienia wynoszącą 6 057 os./km².